# Schizophrenia Bulletin
Schizophrenia Bulletin è una rivista medica sottoposta a revisione paritaria, che si occupa di ricerche relative all'eziologia e al trattamento della schizofrenia. La rivista è pubblicata bimestralmente dalla Oxford University Press in collaborazione con il Maryland Psychiatric Research Center e la Schizophrenia International Research Society.
Secondo il Journal Citation Reports, nel 2020 il fattore di impatto della rivista è stato pari a 9,306. La copertina della rivista raffigura tradizionalmente un'opera d'arte realizzata da una persona con un disturbo mentale.
Il fondatore e primo caporedattore di Schizophrenia Bulletin è stato lo psichiatra americano Loren Mosher.